# Комуністична партія Ісландії
Комуністична партія Ісландії (ісл. Kommúnista flokkur Íslands; КПІ) — лівацька партія, що діяла в Ісландії у 1930—1938 роках.

## Історія
На початку 1920-их років у Соціал-демократичній партії утворилась марксистська група. У листопаді 1922 та група створила радикальну секцію, що отримала назву Асоциації молодих комуністів. До 1924 року комуністична група мала у своїх лавах близько 450 осіб і за рішенням Комінтерну залишалась у складі Соціал-демократичної партії організаційно, але зі збереженням повної свободи політичної агітації та пропаганди. 1926 року група входила до складу Соціал-демократичної асоціації Спарта.
У листопаді 1930 року комуністична група вийшла зі складу СДПІ та утворила самостійну Компартію, яка невдовзі стала секцією Комінтерну. Наприкінці жовтня 1938 року Компартія разом з опозиціонерами, що вийшли з лав СДПІ, утворили Єдину соціалістичну партію Ісландії (ЄСПІ). Нова партія вже не входила до Комінтерну, однак комуністи мали в ній панівний вплив. Під час Другої світової війни колишні члени Комуністичної партії з ЄСПІ увійшли до складу коаліційного уряду. 1956 року ЄСПІ створила електоральний союз — Народний альянс, 1968 року переформований у лівосоціалістичну партію.

## Електоральна історія
На виборах 1937 року до альтингу КПІ здобула 3 місця.
| Вибори | Кількість голосів | % голосів | Кількість місць | Позиція |
| ------ | ----------------- | --------- | --------------- | ------- |
| 1931   | 1,165 ▬           | 3.0 ▬     | 0 ▬             | 4 ▬     |
| 1933   | 2,673.5 ▲         | 7.5 ▲     | 0 ▬             | 4 ▬     |
| 1934   | 3,098 ▲           | 6.0 ▼     | 0 ▬             | 5-е ▼   |
| 1937   | 4,932.5 ▲         | 8.4 ▲     | 3 ▲             | 4 ▲     |